# Skala absolutna
Skala absolutna – najbogatszy rodzaj skal pomiarowych, w którym z natury danego zjawiska wynika zarówno umiejscowienie zera na skali, jak i jednostka miary. Podobnie jak w przypadku skali ilorazowej, dla zmiennych na skali absolutnej interpretację mają zarówno iloraz, jak i różnica dwóch pomiarów.
Przykład zmiennej na skali absolutnej: liczba jabłek